# Хассан, Сифан
Сифан Хассан (амх. ሲፋን ሀሰን, нидерл. Sifan Hassan; род. 1 января 1993[…], Назрет) — нидерландская легкоатлетка, специализируется в беге на средние и длинные дистанции от 1500 метров до марафона. Двукратная олимпийская чемпионка 2020 года на дистанциях 5000 и 10 000 метров, олимпийская чемпионка 2024 года в марафоне, двукратная чемпионка мира, чемпионка мира в помещении, двукратная чемпионка Европы, победительница Лондонского и Чикагского марафонов 2023 года. Рекордсменка Европы в беге на 1500 метров, 1 милю, 3000 метров, 5000 метров и 10 000 метров на стадионе, а также в беге на 5 км, полумарафоне и марафоне на шоссе.
Уникальна тем, что с 2023 года одновременно выступает на высочайшем уровне на дистанциях от 1500 метров до марафона.

## Биография

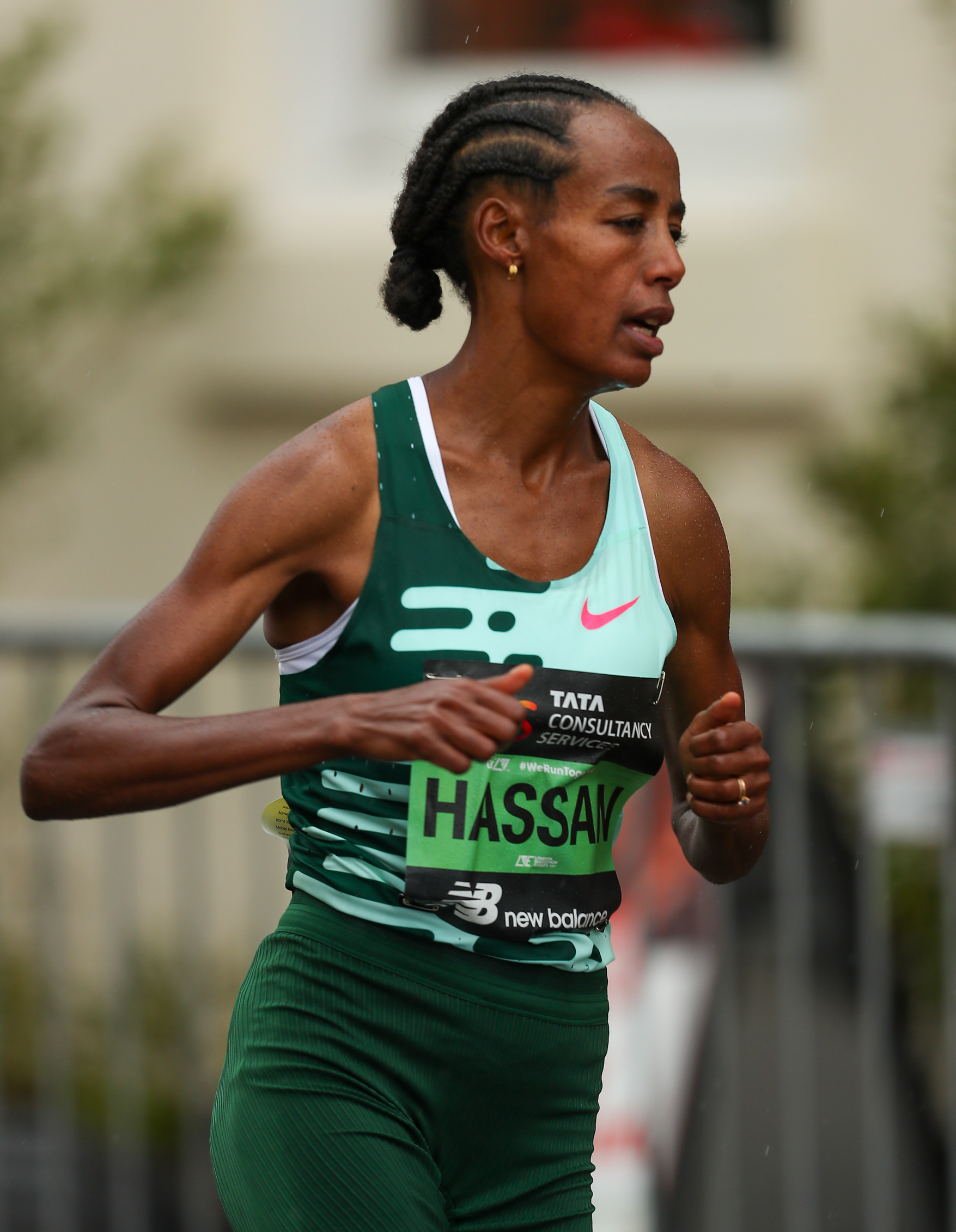
Лондонский марафон 2023 года

В 2008 году в качестве беженца приехала из Эфиопии в Нидерланды.
19 ноября 2013 года получила гражданство Нидерландов и с 29 ноября 2013 года имеет право выступать на международных чемпионатах. В настоящее время проживает в Арнеме.
На чемпионате Европы 2014 года в Цюрихе выиграла золото на дистанции 1500 метров и стала второй на дистанции 5000 метров.
На чемпионате Европы в помещении 2015 года в Праге выиграла золото на дистанции 1500 метров.
19 марта 2016 года выиграла золото на дистанции 1500 метров на чемпионате мира в помещении в Портленде, опередив трёх бегуний из Эфиопии.
На Олимпийских играх 2016 года в Бразилии заняла пятое место на дистанции 1500 метров. Тажке выступала на дистанции 800 метров, но не сумела выйти в финал.
28 сентября 2019 года Сифан в Дохе стала чемпионкой мира в беге на 10 000 метров, показав результат — 30:17,62 и опередив ближайшую преследовательницу на 3,61 секунды.
2 августа 2021 года выиграла олимпийское золото на дистанции 5000 метров с результатом 14:36.79. 6 августа завоевала олимпийскую бронзу на дистанции 1500 метров (3:55.86). 7 августа стала олимпийской чемпионкой на дистанции 10 000 метров (29:55.32).
23 апреля 2023 года победила на Лондонском марафоне с рекордом Нидерландов (2:18:33).
В августе 2023 года на чемпионате мира в Будапеште завоевала бронзу на дистанции 1500 метров (3:56.00) и серебро на дистанции 5000 метров (14:54.11). В обоих случаях золото выиграла Фейт Кипьегон.
8 октября 2023 года выиграла Чикагский марафон с результатом 2:13:44. Это второй результат в истории и рекорд Европы, быстрее бежала только эфиопка Тигст Ассефа 24 сентября 2023 года в Берлине. Прежний рекорд Европы Полы Рэдклифф (2:15:25) простоял более 20 лет.
На Олимпийских играх 2024 года в Париже завоевала бронзовые медали на дистанциях 5000 и 10 000 метров, а 11 августа выиграла золото в марафоне с олимпийским рекордом 2:22:55, опередив на три секунды рекордсменку мира в марафоне Тигст Ассефу из Эфиопии.

## Достижения
- 2013:  Nijmegen Global Athletics — 4.06,37
- 2013:  Golden Spike Ostrava — 4.04,02
- 2014:  FBK Games — 4.01,79
- 2013:  Athletissima te Lausanne — 4.03,73
- 2014:  Shanghai Golden Grand Prix — 4.01,19
- 2014:  Meeting Areva — 3.57,00 (NR)
- 2014:  Glasgow Grand Prix — 4.00,67